# Tilen Bartol
Tilen Bartol (Kranj, 17 april 1997) is een Sloveens schansspringer. 

## Carrière
Bartol maakte zijn debuut in de wereldbeker in het seizoen 2015/2016. Bij zijn eerste wereldbekerwedstrijd op 29 december 2015 in Oberstdorf werd hij 47e. Hij behaalde nog geen podiumplaats in een wereldbekerwedstrijd. 
In 2018 nam Bartol een eerste keer deel aan de Olympische winterspelen. In het Koreaanse Pyeongchang eindigde Bartol 16e op de kleine schans en 17e op de grote schans. Samen met Jernej Damjan, Anže Semenič en Peter Prevc eindigde Bartol 5e in de landenwedstrijd.

## Belangrijkste resultaten

### Olympische Winterspelen
| Jaar | Plaats      | Resultaten                        |
| ---- | ----------- | --------------------------------- |
| 2018 | Pyeongchang | 16e HS109 17e HS140 5e Team HS140 |

### Wereldkampioenschappen skivliegen
| Jaar | Plaats     | Resultaten |
| ---- | ---------- | ---------- |
| 2018 | Oberstdorf | 39e HS235  |

### Wereldbeker
Eindklasseringen
| Seizoen   | Algm | SV  | 4S  | RAW |
| --------- | ---- | --- | --- | --- |
| 2015/2016 | -    | -   | 60e |     |
| 2016/2017 | -    | -   | -   | 62e |
| 2017/2018 | 25e  | 19e | 28e | 14e |
| 2018/2019 | 61e  | 40e | -   | -   |
| 2019/2020 | 69e  | -   | 62e | -   |

### Grand-Prix
Eindklasseringen
| Jaar | Plaats |
| ---- | ------ |
| 2017 | 30e    |
| 2019 | 21e    |